# William Lynch
William Lynch (1742 – 1820) è stato un militare statunitense.

## Biografia
Celebre capitano dello stato della Virginia, citato come una delle possibili origini del termine linciaggio, in quanto si diceva fosse un terribile schiavista. Da non confondere come con il William Lynch del celebre discorso, in quanto essendo del 1712 William non era ancora nato.
Lynch contestò la natura della legge di Lynch (sinonimo di esecuzione sommaria, ovvero procedimenti che si potevano giustificare anche se non consoni alle leggi vigenti), il cui fautore era indicato da fonti autorevoli in Charles Lynch. Tali informazioni vennero poi riportate sul Compact Oxford English Dictionary e il Merriam-Webster's Collegiate Dictionary dove indicavano in William colui che esercitava la giustizia senza seguire le regole, nella contea di Pittsylvania, stato della Virginia. In ogni caso gli anni erano fra il 1780 e il 1782.
Nel 1836 Edgar Allan Poe citò nella rivista the Southern Literary messenger William Lynch come il primo ad avere utilizzato il linciaggio.